# 大分県道675号臼木沖代線
大分県道675号臼木沖代線（おおいたけんどう675ごう うすぎおきだいせん）は、大分県中津市三光臼木から同市沖代町に至る一般県道である。

## 概要
1975年（昭和50年）に廃止された大分交通耶馬渓線の鉄道跡を自転車道として整備した大分県道411号中津山国自転車道線と並走している。

### 路線データ
- 起点 : 大分県中津市三光[3]（国道212号交点）
- 終点 : 大分県中津市沖代町[3]（国道213号交点、大分県道411号中津山国自転車道線起点）
- 重要な経過地 : なし[4]

## 歴史
- 1997年（平成9年）4月1日 - 大分県が臼木沖代線（下毛郡三光村大字臼木 - 中津市沖代町、整理番号675）として県道路線認定[4]。

## 路線状況

### 重複区間
- 大分県道697号渋味成恒中津線（中津市三光原口 - 中津市大字大貞）

## 地理

### 通過する自治体
路線認定された1997年（平成9年）当時は下毛郡三光村および中津市を通過する路線であったが、平成の大合併により全区間が中津市域となった。
- 大分県
  - 中津市

### 交差する道路
| 交差する道路                                                       | 交差する場所 | 交差する場所       |
| ------------------------------------------------------------------ | ------------ | ------------------ |
| 国道212号                                                          | 三光臼木     | 起点               |
| 大分県道697号渋味成恒中津線 重複区間起点                           | 三光原口     |                    |
| 国道10号                                                           | 大字加来     | 大貞公園入口交差点 |
| 大分県道663号万田四日市線 大分県道697号渋味成恒中津線 重複区間終点 | 大字大貞     |                    |
| 国道213号                                                          | 沖代町一丁目 | 終点               |

### 沿線
- 中津市役所 三光支所
- 大貞公園